# Květozob vlaštovčí
Květozob vlaštovčí (Dicaeum hirundinaceum) je 9–10 cm velký druh pěvce z čeledi květozobovitých (Dicaeidae). Žije v lesích a jiných stromových porostech na rozsáhlém území Austrálie a na Molukách. Živí se měkkými plody, nektarem, pylem, pavouky a hmyzem. Hnízdo z rostlin a pavučin buduje na stromech samotná samice, která se také jako jediná účastní na inkubaci vajec.

## Taxonomie

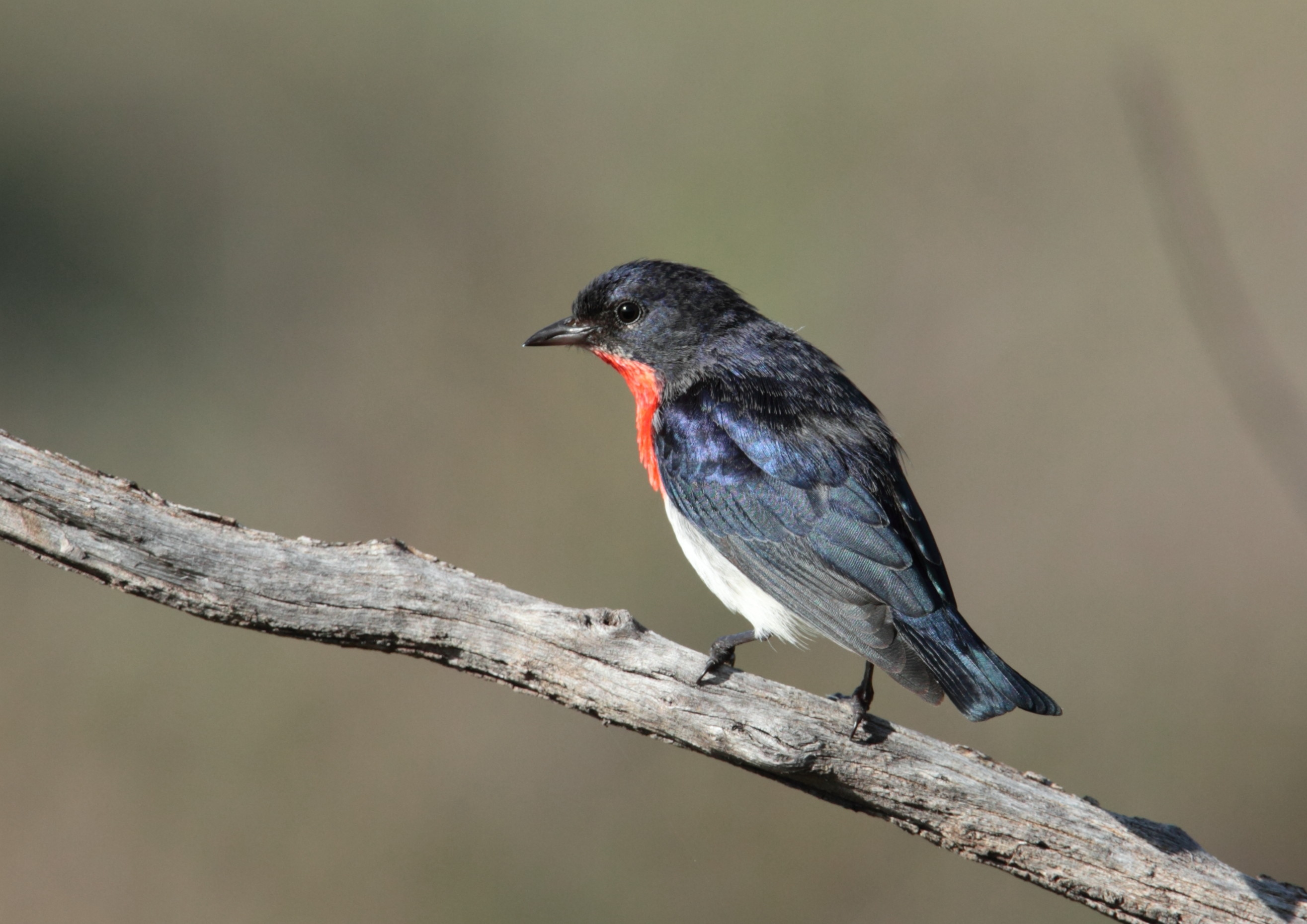
Dospělý samec

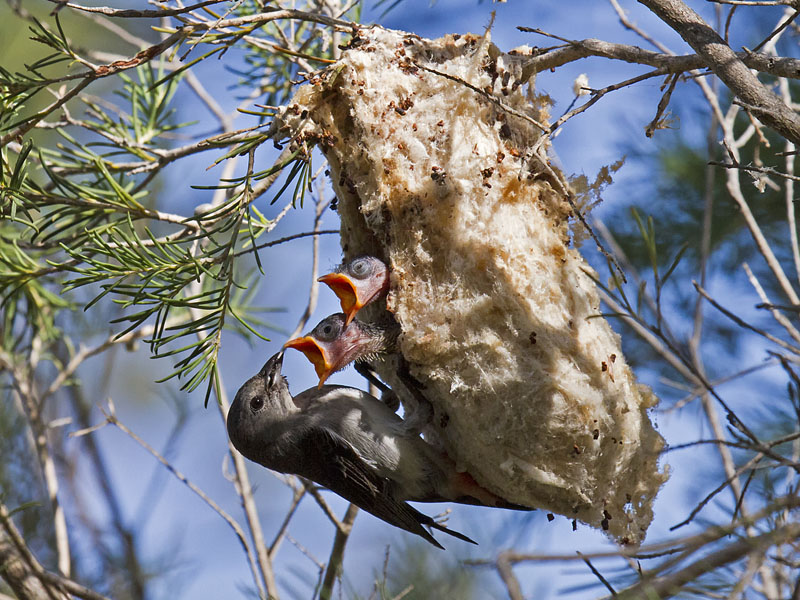
Samička při krmení mladých

Květozoba vlaštovčího poprvé popsal George Shaw roku 1792. Genetická analýza mitochondriální DNA ukázala, že tento druh je ze 70 % příbuzný s květozobem novoguinejským.
Květozob vlaštovčí tvoří celkem čtyři poddruhy, které se liší areálem rozšíření ale také intenzitou barev, především co se samců týče.
- Dicaeum hirundinaceum hirundinaceum: Austrálie; typickým znakem je červené peří na krku a hrudi a šedé peří na bocích.
- Dicaeum hirundinaceum keiense: souostroví Watubela, Indonésie; jen velmi malé množství nebo vůbec žádné červené peří na hrudi.
- Dicaeum hirundinaceum ignicolle ostrovy Aru, Indonésie; žluté peří na bocích.
- Dicaeum hirundinaceum fulgidum ostrov Tanimbar, Indonésie; bledá hrdlo a téměř žádné červené peří na hrudi.

## Popis
Květozob vlaštovčí je 9 až 10 cm malý pták se zavalitým tělem a hmotností mezi 7,2 a 11 g. Samci mají lesklé modro-černé peří na horní polovině těla, bílé břicho, červenou hruď. Samice jsou tmavě šedé, s bílým hrdlem a světle šedým břichem a růžovo-červeným peřím pod ocasním peřím. Oči, zobák a nohy jsou celočerné. Mladí jedinci se podobají samicím.

## Ekologie
Květozob vlaštovčí se živí řadou různých druhů bobulí, jmelí i dalších rostlin. Výjimečně se živí i nektarem z rostlin, pylem, pavouky nebo drobným hmyzem. Obvykle jsou jejich oblíbenou potravou bobule ze stromu Amyema quandang, kterému se v angličtině říká i šedé jmelí. Jmelí je parazitní rostlina která se běžně živí na jiných stromech a právě mnoho druhů květozobů, mezi nimi i květozob vlaštovčí, je důležitým přenašečem semen těchto rostlin. Květozobové vcelku spolknout bobule, které jejich tělem projdou běžně do 25 minut a pak je vyloučí v lepivé směsi, která se snadno uchytí na stromu, kde může rostlina začít rašit a vyvíjet se.
Samice květozoba vlaštovčího staví hnízdo sami a bez pomoci samce, jak je tomu například u květozoba křivozobého. Hnízdo je tvořeno z různých částí rostlin, pavučin a je na stromě uchyceno lepivou směsí ze slin. Samice následně do hnízda naklade tři až čtyři čistě bílá vejce a stará se o ně, dokud se nevylíhnou. Také vejce sama inkubuje. Po vylíhnutí mláďat se oba rodiče snaží získávat pro ně potravu.